# Monte Hook
Il Monte Hook (in lingua inglese: Mount Hook) è una vetta antartica coperta di neve, situata sul fianco orientale della Saratoga Table, 9 Km a sudest della Sorna Bluff, nel Forrestal Range dei Monti Pensacola, in Antartide. 
La denominazione è stata assegnata nel 1979 dall'Advisory Committee on Antarctic Names (US-ACAN) in onore del capitano di corvetta Richard M. Hook, della U.S. Navy, ufficiale medico della Base Amundsen-Scott durante l'inverno 1968.